# Elecciones generales de Cuba de 1908
Las terceras elecciones generales de Cuba se llevaron a cabo el 14 de noviembre de 1908, durante la segunda ocupación estadounidense del país. José Miguel Gómez, que había establecido una Coalición Liberal, obtuvo el 60% de los votos, ganando las elecciones presidenciales. Su coalición obtuvo todos los 24 escaños del Senado (aunque divididos en tres facciones), y mayoría absoluta en la Cámara de Representantes con 49 de los 83 escaños, quedando segundo el Partido Conservador. La participación electoral fue del 71%.